# Virtuální mazlíček

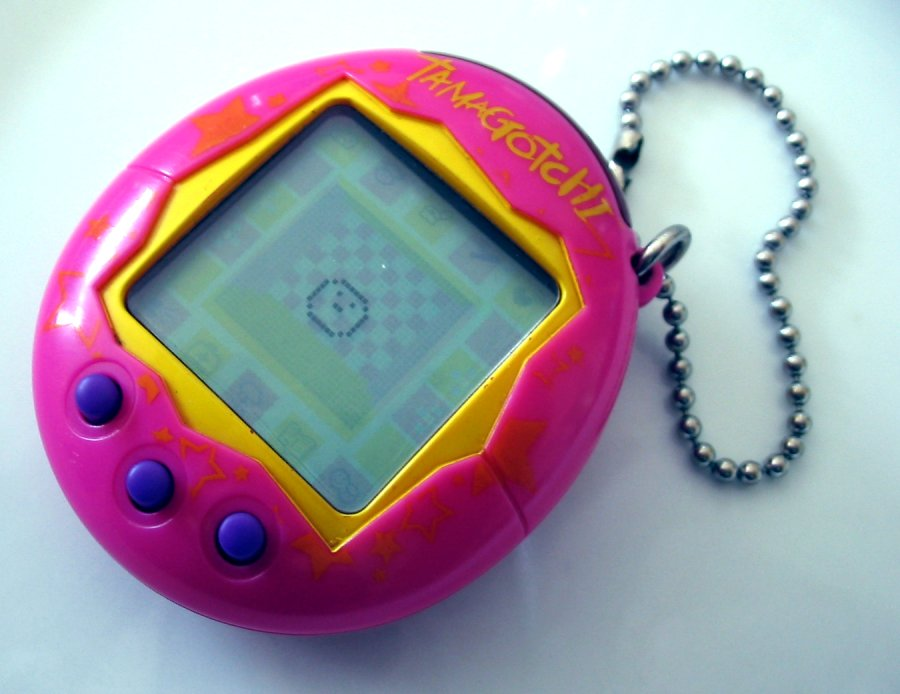
Virtuální mazlíček "Tamagoči", jeden z nejznámějších druhů virtuálních mazlíčků vůbec.

Virtuální mazlíček je druh umělého lidského společníka. Obvykle jsou využívány pro společnost či zábavu, protože se lidé mohou rozhodnout chovat digitálního mazlíčka místo skutečného.
Běžně jsou virtuální mazlíčci nesmrtelní. Avšak existují i typy, ve kterých mohou zvířata „zemřít“. Interakce typu hraní her, poskytování lásky a krmení je každodenní potřebou virtuálních mazlíčků, proto některé modely mají v sobě zabudované i možnosti upozorňování. Vždy je tedy cíl radost mazlíčka.

## Typy

### Kapesní
Kapesní virtuální mazlíček je asi jeden z nejznámějších. Tento typ má displej, který může být barevný nebo pouze LCD displej, který je připevněn v plastovém krytu spolu s několika tlačítky, které umožňují interakce s zvířetem.

### Webový
Virtuální stránky s domácími mazlíčky jsou obvykle zdarma pro všechny, kteří se pouze zaregistrují a mohou také zahrnovat komunikaci s komunitou pomocí webových prohlížečů, jako například Neopia v Neopets. V těchto hrách se také mohou vydělat virtuální peníze, díky kterým pak může uživatel zakoupit různé herní položky. Jedna z větví takových her jsou simulační hry s koňmi.